# モスクワ芸術座
モスクワ芸術座（ロシア語: Московский Художественный Академический Театр、略称: МХАТ）はモスクワにあるロシアの劇場である。コンスタンチン・スタニスラフスキーとヴラジーミル・ネミローヴィチ＝ダンチェンコにより1897年に設立された。古儀式派資本家のサッバ・モロゾフが最大の出資を行い、彼はスタニスラフスキーとネミローヴィチ＝ダンチェンコとともに初期の運営上の決定を行っていた。ロシア演劇におけるリアリズム演劇を確立し、世界の演劇界に多大な影響を与えた。反商業重視であったものの、赤字に苦しむことも多々あった。

## 沿革
1897年7月22日、モスクワのレストラン「スラヴィアンスキイ・バザール」からモスクワ近郊のリュビーモフカにあるスタニスラフスキーの両親の別荘へと場を移し、18時間ダンチェンコとスタニスラフスキーの二人で話す。この際にモスクワ芸術座をスタニスラフスキーはモスクワに本拠を置く株式会社、ダンチェンコは地方に拠点を置く個人出資の事業と意見したが、スタニスラフスキーがダンチェンコを説得し、株式会社シンジケート(タヴァーリィシチェストヴォ)を設立することとなった。
開業当初は、モスクワ市当局による補助金獲得請願のために、「芸術普及劇場」の名称を使用した。しかし、初公演ののち1年を経過しても、市参事会に上程されなかったため、2年目からは、芸術座の名称を採った。
最初の公演はエルミタージュ劇場(馬車道街にある、客席狭く使い勝手悪い)を借りて上演。モスクワ芸術普及劇場の最初の劇団員は373人(323人とも)であった。団員はダンチェンコが教えていたモスクワ音楽学院からイワン・モスクヴィン、オリガ・クニッペル、メイエルホリド、E・M・ムント(メイエルホリドの義妹)など、芸術文学協会のうちリーリナなど、帝室小劇場養成所やカチャーロフなど外部からも入団している。
モロゾフが、文学や演劇の愛好家。芸術座支援のため、劇場を建設、さらに創設基金1万ルーブリを出資した。芸術座は、これをもとに幾人かの株主を得て、2万8千ルーブリを確保した。
1シーズン平均入場者数は756人。1番人気はアレクセイ・トルストイ作『皇帝フョードル・イヴァノヴィチ』の平均826人、2番はイプセン作『ヘッダ・ガブラー』(4回のみの上演だが18回上演で平均804人の『かもめ』を凌いだ)。
不人気はエミール・マリオット作『グレタの幸福』で、平均416人3回上演であった。

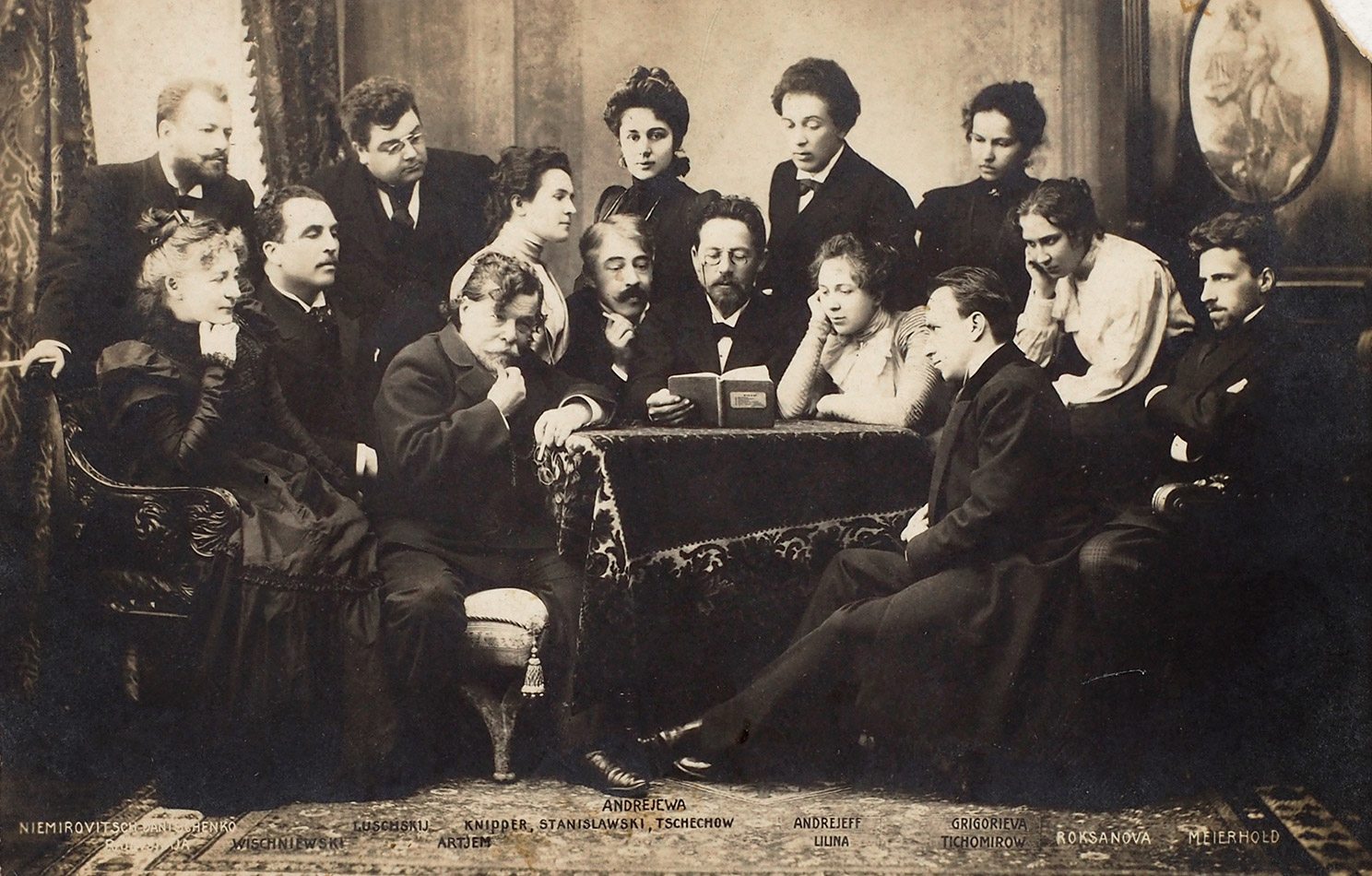
芸術座同人を前に「かもめ」の脚本読みをするチェーホフ。チェーホフの左にスタニスラフスキー、その左にオリガ・クニッペル（チェーホフ夫人）で後列左端がダンチェンコ。チェーホフの右側の女性がマリヤ・リーリナ、右端に座っているのがメイエルホリド。

1898年10月に設立されたモスクワ芸術座を一躍有名にしたのは同年12月のアントン・チェーホフの『かもめ』の再演だった。1895年に書かれた『かもめ』はその翌年の1896年にサンクトペテルブルクのアレクサンドリンスキイ劇場(ru)で初演されたが、これはロシア演劇史上類例がないといわれるほどの失敗に終わったと言われている(諸説あり)。
しかし、モスクワ芸術座による再演は俳優が役柄に生きる新しい演出によってこの劇の真価を明らかにし、大きな成功を収めた。この成功を記念してモスクワ芸術座は飛翔するかもめの姿をデザインした意匠をシンボル・マークに採用した。
以後、チェーホフの『ワーニャ伯父さん』や『三人姉妹』、『桜の園』を次々と初演していった。このほか主な演目にマクシム・ゴーリキーやミハイル・ブルガーコフの作品、ウィリアム・シェイクスピアの『ハムレット』などがある。舞台装置はシーモフなどが担当した。
芸術座は1901年に財政危機に陥るも、値上げに踏み切るとロシア一入場料が高くなることが予想された。そこでモロゾフが株主から全て株を買い取ったうえでの、三人共同による経営を提案した。ダンチェンコが反対するもダンチェンコの「夢のなかで」にモロゾフが関心を示したため、三人共同経営を受け入れることに。
しかし、ダンチェンコはチェーホフに、ゴーリキー過多は危険だと仄めかすなどゴーリキー、モロゾフとは不和の関係。結果モロゾフが支配的になることはなかったが、新たな株式会社の基礎を作るにあたり劇団員の中から株主を15人を抜擢することになった。このとき、メイエルホリドやサーニンは選ばれず脱退を招くこととなった。これによって赤字は初解消となった。
劇団は1917年の十月革命の後もソビエト連邦政府の手厚い支援を受けつつ発展を続けた。劇団所属の多くの俳優たちにソ連人民芸術家の称号が与えられた。1923年・1924年にはニューヨーク公演を行った。リー・ストラスバーグはこの公演をきっかけに役者になる決意をする。
第二次世界大戦後、1958年には来日公演（12月5日から12日）を行った。

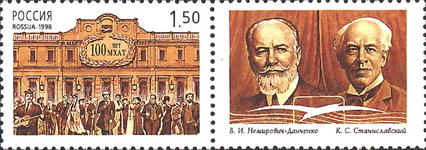
芸術座創立100年を記念したロシアの切手。カモメの形のロゴはチェーホフによるもの。

1987年に劇団はオレグ・エフレモフを芸術監督に擁する「チェーホフ記念モスクワ芸術座」と、タチアナ・ドロニナを擁する「ゴーリキー記念モスクワ芸術座」の二つに分裂した。チェーホフ記念モスクワ芸術座は2000年からオレグ・タバコフ(1935-2018)が芸術監督を務めていた。

## 演目一覧
第一シーズン(1898～1899)
- 最初の演目　トルストイ(アレクセイ・コンスタンチノヴィッチ)「皇帝フョードル・イワノヴィッチ」・・・リューリク王朝の衰退期を扱う三部作の第二部。イワン雷帝の晩年１部、後継者フョードルの不安定な治世２部、強奪者ボリス(フョードルの摂政)が権勢の動乱時代３部。
- ハウプトマン「沈黙」
- シェイクスピア「ヴェニスの商人」・・・シャイロックと改題
- ピーセムスキイ「専制者」
- エミール・マリオット「グレタの幸福」
- ゴルドーニ「宿屋の女主人」・・・二本立て
- チェーホフ「かもめ」・・・チェーホフはトリゴーリン役のスタニスラフスキーとニーナ役のロクサノ―ワを良しとしなかった。スタニスラフスキー本来は外面的な細部によりかかり過ぎたこと、またチェーホフ戯曲を理解できていなかった。演出はスタニスラフスキーの演出台本をもとにダンチェンコが行った、しかし多くをあえて無視した。客には受けたが批判もあった。
- ソフォクレス「アンティゴネ―」・・・サーニンが演出を一人で担当。
- イプセン「ヘッダー・ガブラー」

第二シーズン(1899～1900)
- アレクセイ・トルストイ「イワン雷帝の死」・・・３部作の１、３は「皇帝ボリス」
- シェイクスピア「十二夜」
- ハウプトマン「馭(ぎょ)者ヘンシェル」
- チェーホフ「ワーニャ伯父さん」・・・ゴーリキーがチェーホフに泣いてしまったと心底からの反応
- ハウプトマン「寂しき人々」

第三シーズン
- オストロフスキー「雪娘」
- イプセン「民衆の敵」
- イプセン「われら死より目覚むるとき」
- チェーホフ「三人姉妹」

第四シーズン
- イプセン「野鴨」
- ハウプトマン「ミカエル・クラーメル」
- ダンチェンコ「夢の中で」・・・メイエルホリドやクニッペルは戯曲の出来が悪いにも関わらず上演することを批判
- ゴーリキー「小市民(町人)」・・・ゴーリキーが劇作家として頭角を現す

第五シーズン
- トルストイ「闇の力」
- ゴーリキー「どん底」
- イプセン「社会の柱」

第六シーズン
シェイクスピア「ジュリアス・シーザー」
チェーホフ「桜の園」
第七シーズン
- メーテルリンク「盲人」「闖入者」「内部」
- チェーホフ「イヴァノフ」
- ヤールツェフ「僧院にて」　チェーホフ「悪漢」「外科」「下士官ブリシベーエフ」
- ナイヂョーノフ「勘当息子」　チーリコフ「イヴァン・ミローヌイチ」　イプセン「幽霊」

第八
ゴーリキー「太陽の子」
第九
- グリボエードフ「智慧の悲しみ」
- イプセン「ブランド」
- ハムスン「人生のドラマ」
- ナイヂョーノフ「壁」

第十
- プーシキン「ボリ―ス・ゴドゥノフ」
- アンドレーエフ「人間の一生」
- イプセン「ロスメルスホルム」

第十一
- メーテルリンク「青い鳥」
- ゴーゴリ「検察官」
- ハムズン「王国の門口で」

第十二
- アンドレーエフ「アナテマ」
- ツルゲーネフ「村のひと月」・・・スタニスラフスキー・システムを活用した最初の公演。
- オストロフスキー「賢者の抜け目」

第十三
- ドストエフスキー「カラマーゾフ兄弟」
- ユシケーヴィチ「ミゼレレ」
- ハムズン「人生にひしがれて」

第十四
- トルストイ「生ける屍」
- シェイクスピア「ハムレット」・・・ゴードン・クレイグとの協働。モスクワ芸術座版ハムレット参照
- ツルゲーネフ「食客」「細いところは破れる」「田舎おんな」

第十五
- イプセン「ペール・ギュント」
- アンドーフ「エカチェリーナ・イヴァ―ノヴナ」
- モリエール「強制結婚」　「気で病む男」

第十六
- ドストエフスキー「ニコライ・スタヴローギン」
- ゴルドーニ「宿屋のおんな主人」
- アンドレーエフ「思想」

第十七
- サルトイコーフ・シチェドリーン「パーズヒンの死」
- プーシキン「悪疫流行時の酒宴」「石像の客」「モッアルトとサリエーリ」
- スルグチョーフ「秋の胡弓」

第十八
メレジコーフスキイ「喜びは来らん」
第十九、二十
ドストエフスキー「スチェパーンチコヴォ村」
第二十一、二十二
バイロン「カイン」
第二十三、二十四
ゴーゴリ「検察官」
第二十五、六
国外巡演
第二十七
トレニョーフ「プガチョーフシチナ」
第二十八
- オストロフスキー「熱き心」
- クーゲリ「ニコライ一世と十二月党員」
- ニヴォワ、パニョル「名誉を売る人々」

第二十九
ブルガーコフ「トゥルビン家のありし日」
ボオマルシェエ「フィガロの結婚」
第三十
- マッス(デネリ、ケルモンのメロドラマによる)「ジエラール姉妹」
- イヴァノフ「装甲列車14-69」
- レオーノフ「ウンチーロフスク」
- カタ―エフ「公金費消者」

第三十一
カタ―エフ「難題」
イヴァノフ「封鎖」
第三十二
- ドストエフスキー「伯父の夢」
- トルストイ「復活」
- ウォトキンス「広告」
- シェイクスピア「オセロー」
- オレ―シャ「三人の肥っちょ」

第三十三
ヴァグラーモフ「飛翔」
第三十四
アフィノゲーノフ「恐怖」
第三十五
- ゴーゴリ(脚色ブルガーコフ)「死せる魂」
- ゴルドーニ「宿屋のおんな主人」
- オストロフスキー「才能と崇拝者」

第三十六
ゴーリキー(脚色スホチーン)「人々のなかで」
ゴーリキー「エゴール・ブルイチョーフと他の人々」
第三十七
ディッケンズ(脚色ヴェンクステルン)「ピクヴィク・クラブ」
オストロフスキー「雷雨」
コルネイチューク「プラトン・クレチェット」
第三十八
ゴーリキー「敵」
ブルガーコフ「モリエール」
第三十九
トレニョーフ「リュボーフィ・ヤロヴァーヤ」
トルストイ(脚色ヴォールコフ)「アンナ・カレーニナ」
第四十
ヴィルタ「土地」
第四十一
グリボエードフ「智慧の悲しみ」
ゴーリキー「ドスチガーエフと他の人々」
レオーノフ「ボロフチャンスクの果樹園」
第四十二
ミリエール「タルチュフ」
オストロフスキー「勤労の糧」
チェーホフ「三人姉妹」
第四十三
シェリダン「悪口学校」
第四十四
ボゴーヂン「クレムリンの大時計」
第四十五
- コルネイチューク「戦線」
- ブルガーコフ「最後の日々」
- クローン「深層試掘」

第四十六
シーモノフ「ロシヤの人々」
オストロフスキー「最後のほどこし」
第四十七
クローン「海軍士官」
第四十八
ワイルド「理想の夫」
アレクセイ・ニコラエヴィチ・トルストイ「イヴァン雷帝」・・・『モスクワ芸術座五十年史』にはアレクセイ・ニコラエヴィチ・トルストイ作と書かれるが誤植と思われる。
第四十九
- チルスコーフ「勝利者」
- チェーホフ「ヴァ―ニャ伯父さん」
- シーモノフ「ロシヤ問題」

第五十
- アサーノフ「金剛石」
- シーモノフ「昼となく夜となく」
- オストロフスキー「森林」
- マルシャーク「十二ヵ月」
- ヴィルタ「われらが日々の糧」

第五十一(1948~49)
スーロフ「青信号」
参考：『モスクワ芸術座五十年史』付録　モスクワ芸術座上演年表(1949年1月1日までの上演を示す)

## 日本との関わり
1912年から翌年にかけてモスクワを訪問した小山内薫はモスクワ芸術座によるゴーリキーの『どん底』を観劇し、スタニスラフスキーの自宅にも招かれた。小山内はこの時に記録した克明なノートをその後の演出に生かした。以来、モスクワ芸術座は日本の新劇界にとって範であり続けた。
1958年から翌年にかけて初めて日本を訪れ、『三人姉妹』などを上演した。1968年、1988年にも日本で公演を行っている。(1968年から20年空いてるのはブレジネフの停滞の時代で、社会主義リアリズムとモスクワ芸術座以外海外に出しづらかったからである。また60、70年代は日本の演劇感の多様化でモスクワ芸術座への関心の薄れもあった)
2004年には静岡で鈴木忠志の演出によりシェイクスピアの『リア王』を上演した。この鈴木演出による『リア王』はモスクワ芸術座の正式なレパートリーとなり、鈴木はスタニスラフスキー賞を受賞した。2005年、2006年にも日本で鈴木演出の『リア王』を上演した。